# Florestan Fernandes
Florestan Fernandes (São Paulo, 22 de julio de 1920 - São Paulo, 10 de agosto de 1995) fue un político y sociólogo brasileño.

## Biografía
Nacido en São Paulo el 22 de julio de 1920, fue dos veces diputado del  Partido dos Trabalhadores (Partido de los Trabajadores). Venía de una familia pobre: su madre era una "lavandera". En su juventud, tomó una serie de trabajos y tuvo una educación errática hasta que asistió a la universidad en 1941. En 1945 se graduó y en 1964 fue profesor de tiempo completo en la Universidad de São Paulo, en sociología. En ese mismo año ganó el Prêmio Jabuti. Destacó en el estudio de los problemas del cambio social y de las relaciones raciales.
En 1969 huyó a Canadá por motivos políticos y comenzó a enseñar en la Universidad de Toronto. En 1973 regresó a Brasil y se involucró en el Partido dos Trabalhadores. A los 75 murió de una embolia, el 10 de agosto de 1995, en la ciudad de São Paulo.

## Obra
Florestan comenzó a escribir a finales de los años 40. A lo largo de su vida publicó más de 50 libros y cientos de artículos. Entre sus obras sobresalen:
- Relações raçais entre brancos e negros em São Paulo. (1955) (Relaciones raciales entre blancos y negros en São Paulo.) en colaboración con R. Bastide.
- Fundamentos empíricos da explicação sociológica. (1960) (Fundamentos empíricos de la explicación sociológica.)
- Mudanças sociais no Brasil. (El cambio social en Brasil.)
- Aspectos do desenvolvimento da sociedade brasileira. (1960) (Aspectos de desarrollo de la sociedad brasileña.)
- A integraçaõ do negro à sociedade de classes. (1965) (La integración de los negros en una sociedad de clases.)